# 奎俊
奎俊（1841年?—1916年9月2日），字乐峰，瓜尔佳氏，满洲正白旗人，清末高级官员。

## 生平
歷任花翎，工部屯田司郎中。
光緒五年任福建延建邵道，三品銜。
光绪十四年（1888年），奎俊任福建兴泉永道，不久升任福建按察使、福建布政使（署）。
光绪十五年（1889年），奎俊任山西布政使，1891年奎俊升任山西巡抚，1892年，奎俊任江苏巡抚。
光緒二十年-光緒二十一年兼管江南織造、龍江西新關稅務監督。
光緒二十一年陝西巡撫。
光緒二十三年署江蘇巡撫。
光绪二十四年（1898年）-光緒二十八年，奎俊任四川总督。
光绪二十六年（1900年）-光緒二十八年，奎俊兼署成都将军。
光緒二十九年理藩院尚書。
光緒二十九年-宣統三年正白旗蒙古都統。
光緒二十九年兼署都察院左都御史。
光緒二十九年-宣統三年管滿洲火器營事務。
光緒二十九年-光緒三十一年刑部尚书。
光緒三十年-宣統三年經筵講官。
光緒三十一年-光緒三十二年任吏部尚书。
光緒三十二年-宣統三年任總管内务府大臣，上駟院兼管大臣。
宣统三年（1911年）庆亲王内阁成立时，奎俊任内阁弼德院顾问大臣。
1912年滿清滅亡后，奎俊失業归乡。
民國五年八月初五日（1916年9月2日）卒，貝勒載瀛往奠 ，年七十四。 